# Austro Fiat AFL
Der Austro Fiat AFL war ein Lastwagentyp für 1,25 Tonnen Nutzlast der Österreichischen Automobilfabrik (ÖAF-Austro Fiat) und vom größeren Austro Fiat AFN abgeleitet.

## Geschichte
Nach dem Erfolg des Typs AFN erkannte man bei Austro-Fiat bald der Bedarf an einem kleineren Lkw für eine bis eineinviertel Tonnen Nutzlast für kleinere Betriebe und Gewerbetreibende, die sich infolge der Wirtschaftskrise kein großes Auto leisten konnten. Aus dem AFN entwickelte die ÖAF deshalb den Typ AFL, der bis zum Beginn des Zweiten Weltkrieges gebaut wurde.
Der Erfolg dieses Typs trug dazu bei, dass die ÖAF die schwierige Zeit der Weltwirtschaftskrise ohne große Kündigungswelle überstand und sogar seinen Umsatz leicht steigern konnte. Im Laufe der Bauzeit des Wagens wurde die Karosserie überarbeitet, unter anderem über den Flachkühler eine schräge Kühlermaske gesetzt, die Windschutzscheibe schräg gestellt und die Kotflügel wurden anders geformt. An der robusten Technik gab es nichts zu verbessern.
Wie schon der AFN wurde auch der AFL in unterschiedlichen Ausführungen gebaut, vorwiegend als Lieferwagen und kleine Reisebusse. Auch das Bundesheer setzte einige Fahrzeuge dieses Typs ein.

## Technik

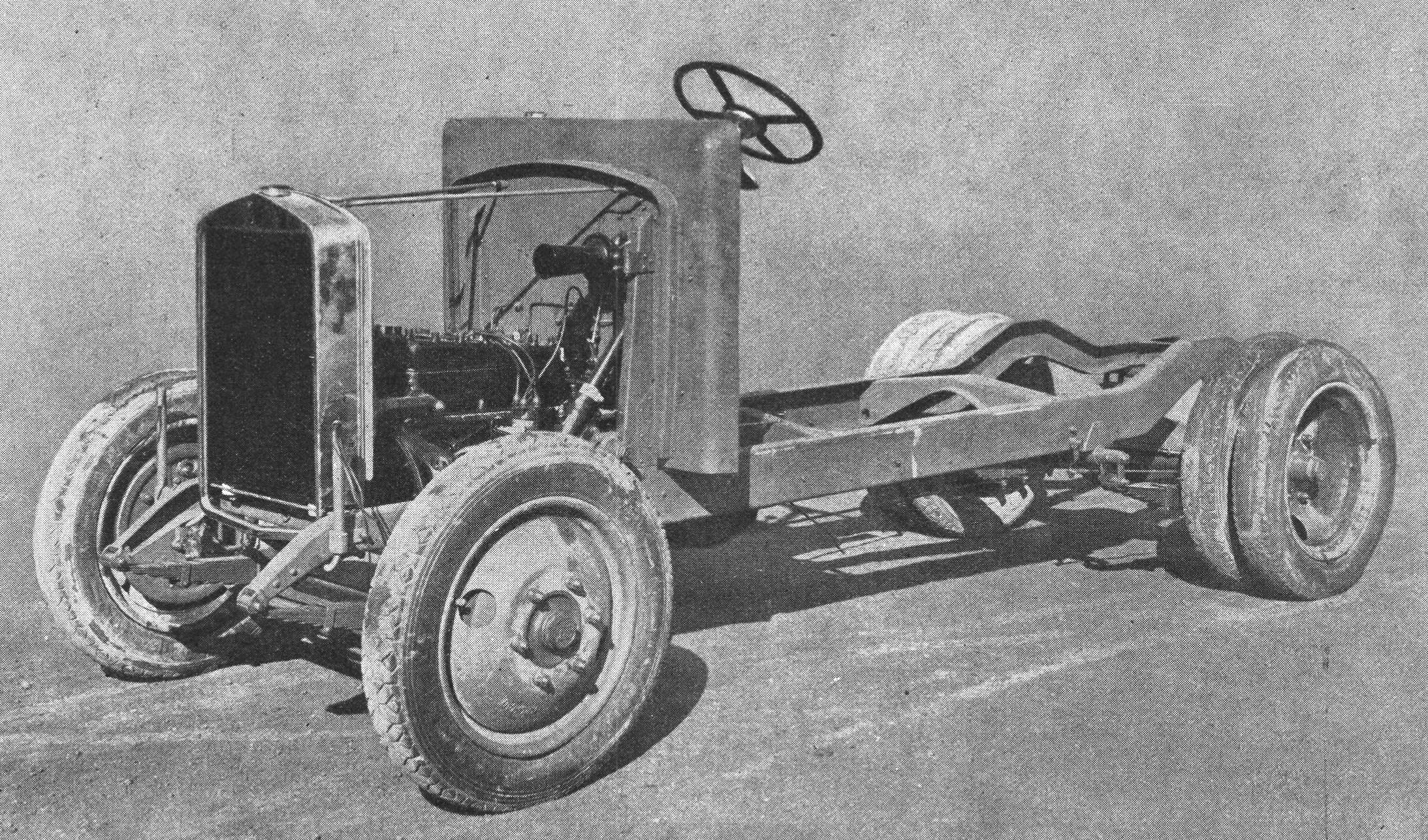
Chassis eines AFL (1931)

Der Austro Fiat AFL hatte einen Reihenvierzylinder-Ottomotor mit stehenden Ventilen, anfangs mit 1900 cm³ Hubraum (Bohrung 80 mm, Hub 95 mm) und einer Leistung von ca. 36 PS (26 kW). Die Kraft übertrug eine Einscheibentrockenkupplung und ein Vierganggetriebe an die Hinterachse mit Differenzial. Die Betriebsbremse war hydraulisch betätigt mit Innenbackenbremsen (System Lockheed) an allen vier Rädern, die Feststellbremse wirkte auf die Hinterachse. Der aus dem  Fahrgestell des AFN abgeleitete Leiterrahmen war aus gepresstem Stahlblech mit über der Hinterachse gekröpften Längsträgern.
Die seinerzeitige Fachpresse hob besonders den geringen Benzinverbrauch des Fahrzeugs von rund 18 Litern/100 km hervor.